# Kisterenye
Kisterenye (in slovacco Malá Tereňa)  è un villaggio confinante con Bátonyterenye, nella Contea di Nógrád, a 180-250 metri sul livello del mare.
Il primo insediamento risale all'età del bronzo.
Kisterenye è nota per il Castello dei Gyürky-Solymossy e per i suoi giardini. Il castello, in stile barocco, fu fatto costruire dalla famiglia Gyürky intorno al 1790.
I giardini dal 1975 sono una riserva naturale.